# Slovo Gorčina
Slovo Gorčina je kulturna manifestacija u Stocu, Hercegovina. Održava se od 1971. godine u Stocu i na nekropoli stećaka Radimlji. Stalni cilj manifestacije je afirmacija sveukupne bosanskohercegovačke kulturne baštine. Korijeni su zamisli stolačkog pjesnika Maka Dizdara za zadnjih godina njegova života. Boravio je u Stocu i javljala se zamisao o umjetničkim susretima na stolačkim otvorenim pozornicama. Manifestacija je krenula neposredno poslije Dizdareve smrti. Manifestaciji je ime nadjenuo Jan Beran. Beran je poslije skupa s članovima Izvršnog odbora kreirao godinama brojne sadržajea. od 1973. manifestacija ima svoj bilten. Plakat i naslovnu stranicu biltena dizajnirao je Juraj Neidhardt, veliki prijatelj Stoca.